# Fastenbrezel

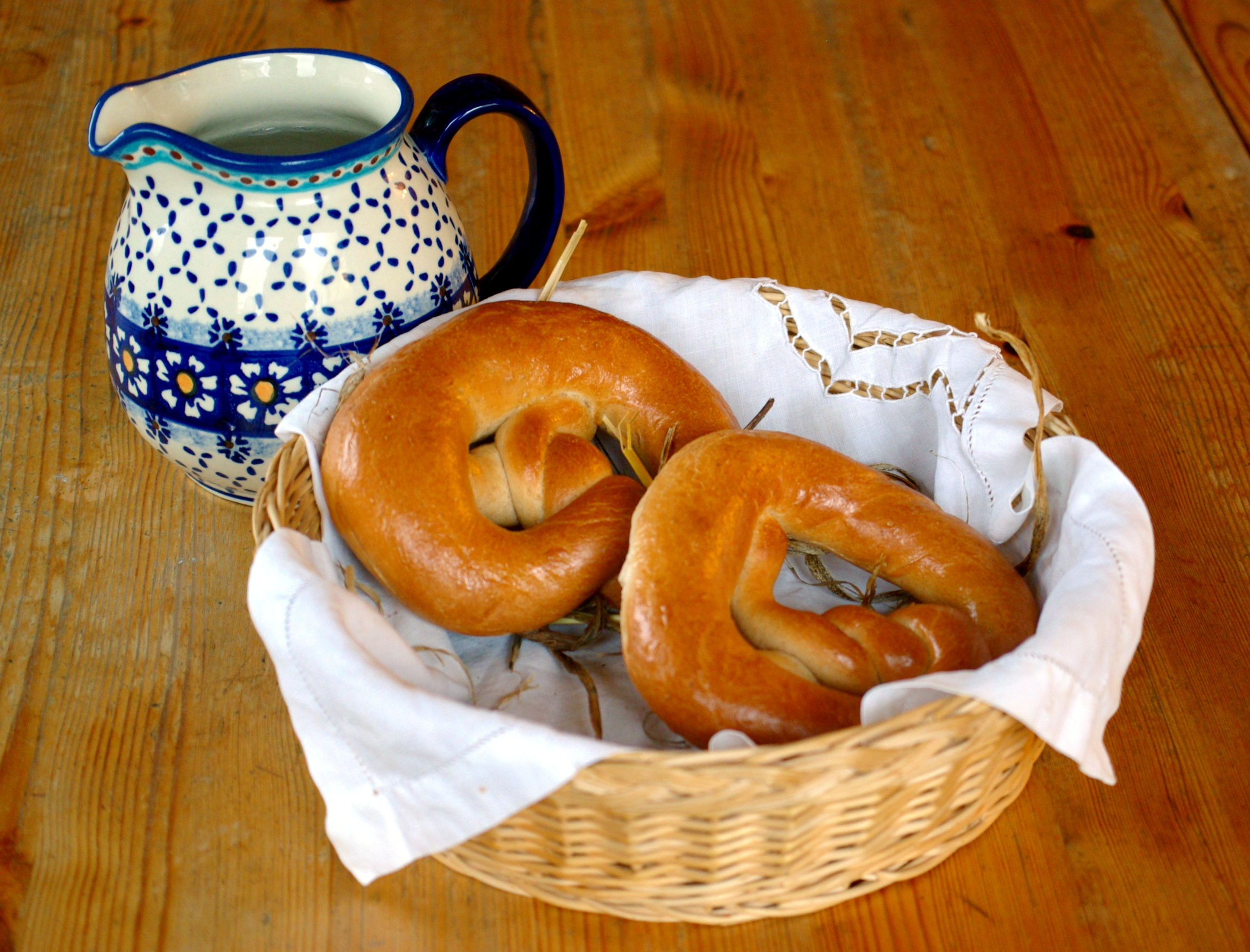
Zwei etwas dickere Fastenbrezeln mit dem typischen Stroh vom Backen

Die Fastenbrezel ist eine Gebäckspezialität, die heute noch insbesondere in Biberach an der Riß und dem Blauen Ländchen verbreitet ist und hauptsächlich in der Fastenzeit angeboten wird. Hergestellt wird sie aus einem leicht gesüßten und mit Zimt aromatisierten Hefeteig. Das Besondere an der Fastenbrezel ist ihr Ausbacken auf Stroh, welches je nach Bäcker auch für den Verkauf nicht entfernt wird.
Auch in Herborn im Lahn-Dill-Kreis haben die Fastenbrezel eine lange Tradition. Die älteste urkundliche Erwähnung, ein Zunftbrief der Herborner Bäcker, geht zurück auf das Jahr 1511. Zusammen mit der einheimischen Spezialität "Schlumpeweck" tauchen sie unter anderem auf einem alten hölzernen Wappen an der Fassade eine Fachwerkhauses in der historischen Altstadt auf. Eine lokale Bäckerei stellt auch heute noch bis zu 1500 der Fastenbrezel pro Tag her. Die Herborner Fastenbrezel erhalten ihren typischen Geschmack durch das Bestreichen mit Salzwasser. 
Früher war die Fastenbrezel in Deutschland auch überregional bekannt, wurde von Mitte Januar bis Gründonnerstag angeboten und galt als Gebäck für die Vorfasten- und Fastenzeit. Ihr Ursprung sollte die christliche Darstellung eines Kreuzes mit umgebendem Ring gewesen sein, wobei der Ring für den Heiligenschein steht.